# عبد الوهاب المالكي
عبد الوهاب المالكي (9 يونيو 1991) لاعب كرة قدم بحريني يلعب حاليا لصالح نادي الدرجة الأولى الحد البحريني في مركز الوسط المدافع من 2009 كما يجيد اللعب في مركز الوسط المحوري.

## الإنجازات
- الدرجة الأولى (1): 2016
- كأس ملك البحرين (1): 2015